# Guy Bisaillon
Pour les articles homonymes, voir Bisaillon.
Guy Bisaillon (21 juillet 1939 à Montréal - 21 mars 2017 à Montréal) est un enseignant, un syndicaliste et un politicien québécois.

## Biographie
Guy Bisaillon est le fils d'Ernest Bisaillon, enseignant, et de Thérèse Riendeau.
Il est titulaire d'un diplôme en pédagogie et d'une maîtrise en administration publique de l'École nationale d'administration publique (ENAP).
Conseiller technique de l'Association des enseignants de Chambly en 1966 et président de cette association en 1970. Président fondateur du Syndicat des enseignants de Champlain et membre du conseil d'administration de la Centrale d'enseignement du Québec de 1971 à 1973. Conseiller spécial lors de la grève à la United Aircraft de décembre 1973 à mai 1975. Organisateur de la campagne de boycottage du code postal pour le Syndicat des postiers en 1975 et en 1976. Directeur de la campagne de financement des Gens de l'air.
Membre de l'exécutif du Rassemblement pour l'indépendance nationale dans le district de Maisonneuve. Membre de l'exécutif du Parti québécois pour la section Saint-Bruno et président du Parti québécois dans le district de Verchères. Conseiller au conseil exécutif de ce parti à compter de 1974. Candidat du Parti québécois défait dans Taillon en 1973. Élu député de ce parti dans Sainte-Marie en 1976. Réélu en 1981. Siégea comme député indépendant à partir du 21 juin 1982. Ne s'est pas représenté en 1985.
Chargé de projet à l'ENAP de 1985 à 1987. Chargé des informations générales à l'émission Le Radioréveil de Québec à CJRP et animateur d'une émission quotidienne à CKVL pendant près de deux ans. Consultant en relations de travail et en communications de 1987 à 1990. Conciliateur à la Commission d'appel en matière de lésions professionnelles à compter de 1990. Directeur général, de 1997 à 2004, et président, à compter d'octobre 2004, de la Coopérative de développement régional de Montréal-Laval.